# Micromus duporti
Micromus duporti is een insect uit de familie van de bruine gaasvliegen (Hemerobiidae), die tot de orde netvleugeligen (Neuroptera) behoort. 
Micromus duporti is voor het eerst wetenschappelijk beschreven door Lestage in 1929.